# AKA (rappeur)
Pour les articles homonymes, voir Aka.
Kiernan Jarryd Forbes, connu sous le nom de scène AKA, est un rappeur sud-africain né au Cap le 28 janvier 1988, et mort à Durban le 10 février 2023.

## Biographie
Il a remporté de nombreux prix en Afrique du Sud et a été nommé une fois pour un MTV Europe Music Award. Il est tué par balle à la sortie d’un restaurant le 10 février 2023.

## Discographie
Albums studio
- Altar Ego (2011)
- Levels (2014)
- Touch My Blood (2018)
- MASS COUNTRY (2023)

Album en collaboration
- Be Careful What You Wish For (album de AKA et Anatii album) (2017)

Extended Plays
- Bhovamania (2020)